# Genever

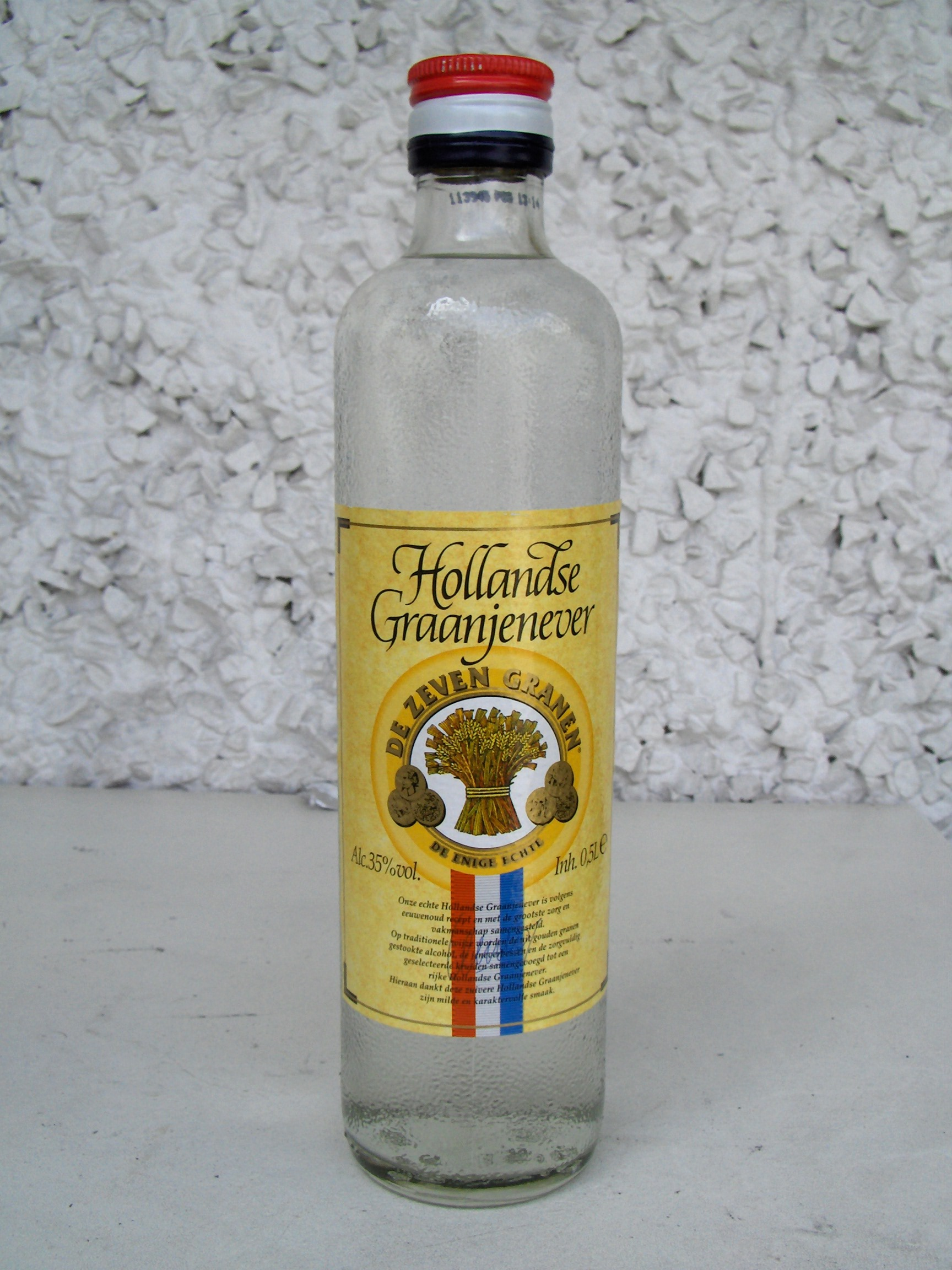
Hollandse Graanjenever

Genever, även benämnd jenever eller genièvre, är en enbärskryddad spritsort. Den framställs i Nederländerna, Belgien och angränsande delar av Frankrike (departementen Nord och Pas-de-Calais) och Tyskland (delstaterna Nordrhein-Westfalen och Niedersachsen). Den får enligt EU:s regler endast framställas i dessa områden.
Ordet kommer ytterst från latinets ord för en, juniperus. Genever är föregångaren till gin och dricks som kyld snaps till en bit mat eller som long-drink i dess Tom Collins-variant: John Collins. Drycken uppfanns av en apotekare i Nederländerna under 1500-talet och blev en stor framgång, då den var billig att framställa och inte behövde lagras. 
Det finns två sorters genever, en ung – jonge – som har lätt och torr smak, och en lagrad – oude – som är kraftfull, oljig och söt.
Jämfört med gin är genever oljigare, aromatisk och mindre kryddig.